# 4 Batalion Łączności (PSZ)
4 Batalion Łączności (4 błącz) – pododdział łączności Polskich Sił Zbrojnych.
Formowanie pododdziałów łączności 4 Dywizji Piechoty rozpoczęto w Szkocji zimą 1945. Rozkazem nr 21/45 z 4 lutego 1945 utworzyły one 4 Batalion Łączności. Zdolność bojową batalion miał osiągnąć do 1 czerwca 1945. W walkach na froncie nie wziął udziału. Oficerowie wywodzili się z I Korpusu Polskiego, a żołnierze w ok. 80% z armii niemieckiej lub organizacji Todta, do których to wcześniej zostali przymusowo wcieleni.

## Obsada personalna
- dowódca batalionu – ppłk Zygmunt Gordon
- zastępca dowódcy batalionu – kpt. łącz. Zdzisław Szymon Kossakowski (III 1945 – IX 1946)[3][4], kpt. Tadeusz Szulc[5]
- adiutant batalionu - por. Zdzisław Pietrzyk[4]
- dowódca kompanii dowodzenia – kpt. F. Socha[4], kpt. Marcin Siekierski
- dowódca 1 kompanii – kpt. Arkadiusz Hajbowicz, kpt. J. Kurbiel[4]
- dowódca 2 kompanii – kpt. Zbigniew Mareczek
- dowódca 3 kompanii – kpt. Marian Jurkowski